# Concejo de Cartagena de Indias
El Concejo Distrital de Cartagena de Indias es una corporación pública de elección popular. Es el foro natural para discutir temas inherentes al Distrito. Está integrado por 19 concejales, para un período de cuatro años. 

## Origen
El Concejo de Cartagena tiene su origen en los cabildos de España. En todas las ciudades americanas fundadas por españoles esta institución se implantó para el gobierno de los territorios colonizados, no tenían solo competencia local sino también regional. No hay fecha exacta de la creación del cabildo en la ciudad.
Los cabildos evolucionaron hasta que la Constitución de 1886 creó los concejos municipales como son conocidos hoy, y abrió la posibilidad de que los concejales fueran elegidos popularmente (Acto legislativo 02 de 1908). El registro más antiguo que se tiene del Concejo de Cartagena es un libro de acuerdos municipales, donde hay constancia del Acuerdo Municipal número 23 de 1889, que asignaba el presupuesto de gastos para el año 1890, además de otros acuerdos municipales relacionados con la reparación y mejoramiento de las aceras de la ciudad.

## Honorarios y sesiones
En 2013 cada concejal devenga $388.396 por cada sesión a la que asista, sin importar el tiempo que permanezca en la misma, estos honorarios se incrementan anualmente de acuerdo al Índice de Precios al Consumidor (IPC) del año inmediatamente anterior. Por ejemplo, en 2012 cada concejal recibía $379.145 por sesión, entonces en 2013 se le suma 2.44% que fue el IPC de todo el año 2012. 
En Colombia los concejales reciben honorarios por cada sesión a la que asistan, según la categoría del respectivo municipio o distrito en materia de finanzas públicas, Cartagena goza de categoría especial.
El concejo sesiona ordinariamente seis meses cada año, así: 
Durante el año 1: Del 2 de enero hasta el último día de febrero (primer periodo). Del 1 de junio al 31 de julio (segundo periodo). Del 1 de octubre al 30 de noviembre (tercer periodo).
Durante los años 2, 3 y 4: Del 1 de marzo al 30 de abril (primer periodo). Del 1 de junio al 31 de julio (segundo periodo). Del 1 de octubre al 30 de noviembre (tercer periodo).
De manera extraordinaria puede reunirse en fechas diferentes si el alcalde o alcaldesa así lo convoca, para que se ocupe exclusivamente de los asuntos que el o ella someta a su consideración.

## Concejales por bancada
| Composición del Concejo Distrital e Cartagena de Indias 2012-2015 |                       |                                   |                                           |                                |                 |
| Bancadas                                                          | Número de curules     | Número de curules                 | Concejal(a) / Comisión a la que pertenece | Votación absoluta y porcentual | Voto preferente |
| Bancadas                                                          | Curules               | Comparación composición 2008-2011 | Concejal(a) / Comisión a la que pertenece | Votación absoluta y porcentual | Voto preferente |
| Cambio Radical                                                    |                       |                                   |                                           |                                |                 |
| 4                                                                 |                       |                                   |                                           |                                |                 |
| (-2)                                                              |                       |                                   |                                           |                                |                 |
| Pastor Alonso Jaramillo Robles Comisión Tercera                   | 42.865 votos (15.42%) | Si                                |                                           |                                |                 |
| Wilson Toncel Ochoa Comisión Segunda                              | 42.865 votos (15.42%) | Si                                |                                           |                                |                 |
| Antonio Salim Guerra Torres Comisión Primera                      | 42.865 votos (15.42%) | Si                                |                                           |                                |                 |
| Vicente Antonio Blel Scaff Comisión Segunda                       | 42.865 votos (15.42%) | Si                                |                                           |                                |                 |
| Partido Conservador                                               |                       |                                   |                                           |                                |                 |
| 3                                                                 |                       |                                   |                                           |                                |                 |
| Sin cambios                                                       |                       |                                   |                                           |                                |                 |
| Antonio Quinto Guerra Varela Comisión Tercera                     | 35.233 votos (12.67%) | Si                                |                                           |                                |                 |
| Rafael Enrique Meza Pérez Comisión Tercera                        | 35.233 votos (12.67%) | Si                                |                                           |                                |                 |
| Andrés Fernando Betancourt González Comisión Primera              | 35.233 votos (12.67%) | Si                                |                                           |                                |                 |
| Partido Social de Unidad Nacional                                 |                       |                                   |                                           |                                |                 |
| 3                                                                 |                       |                                   |                                           |                                |                 |
| (+1)                                                              |                       |                                   |                                           |                                |                 |
| Duvinia Torres Cohen Comisión Segunda                             | 37.294 votos (13.42%) | Si                                |                                           |                                |                 |
| César Augusto Pión González Comisión Primera                      | 37.294 votos (13.42%) | Si                                |                                           |                                |                 |
| William Alexander Pérez Montes Comisión Primera                   | 37.294 votos (13.42%) | Si                                |                                           |                                |                 |
| Partido Liberal                                                   |                       |                                   |                                           |                                |                 |
| 3                                                                 |                       |                                   |                                           |                                |                 |
| (+1)                                                              |                       |                                   |                                           |                                |                 |
| Hernando Domingo Trucco Puello Comisión Segunda                   | 35.109 votos (12.63%) | Si                                |                                           |                                |                 |
| Boris Anaya Lorduy Comisión Segunda                               | 35.109 votos (12.63%) | Si                                |                                           |                                |                 |
| David Manuel Dáger Lequerica Comisión Primera                     | 35.109 votos (12.63%) | Si                                |                                           |                                |                 |
| Alianza Social Independiente                                      |                       |                                   |                                           |                                |                 |
| 2                                                                 |                       |                                   |                                           |                                |                 |
| (+2)                                                              |                       |                                   |                                           |                                |                 |
| Américo Elías Mendoza Quessep Comisión Segunda                    | 23.202 votos (8.34%)  | Si                                |                                           |                                |                 |
| Germán Darío Zapata Vergara Comisión Primera                      | 23.202 votos (8.34%)  | Si                                |                                           |                                |                 |
| Partido de Integración Nacional                                   |                       |                                   |                                           |                                |                 |
| 2                                                                 |                       |                                   |                                           |                                |                 |
| Sin cambios                                                       |                       |                                   |                                           |                                |                 |
| Lewis Montero Polo Comisión Primera                               | 27.509 votos (9.89%)  | Si                                |                                           |                                |                 |
| Alfredo Díaz Ramírez Comisión Segunda                             | 27.509 votos (9.89%)  | Si                                |                                           |                                |                 |
| Partido Verde                                                     |                       |                                   |                                           |                                |                 |
| 1                                                                 |                       |                                   |                                           |                                |                 |
| (+1)                                                              |                       |                                   |                                           |                                |                 |
| Saray Elena Aguas García Comisión Tercera                         | 15.361 votos (5.52%)  | Si                                |                                           |                                |                 |
| Polo Democrático Alternativo                                      |                       |                                   |                                           |                                |                 |
| 1                                                                 |                       |                                   |                                           |                                |                 |
| Sin cambios                                                       |                       |                                   |                                           |                                |                 |
| David Múnera Cavadía] Comisión Tercera                            | 10.539 votos (3.79%)  | Si                                |                                           |                                |                 |

## Funciones y comisiones
Entre las principales funciones del Concejo está hacer control político a toda la Administración Distrital (incluyendo la autorización de los contratos que celebre el alcalde o alcaldesa), aprobar el plan de desarrollo, aprobar el presupuesto anual, elegir los titulares de la Personería y Contraloría Distrital, entre muchas otras funciones que dictan la Constitución y las leyes. 
El Concejo de Cartagena tiene tres comisiones permanentes para su correcto funcionamiento. Cada comisión está encargada de surtir el primer debate de los proyectos de acuerdo según los asuntos o temas de su competencia y no se permite que un concejal pertenezca a más de una comisión. El segundo debate lo da el pleno de los 19 concejales en un día diferente. Cada comisión posee una presidencia, una vicepresidencia y una secretaría.
Comisión Primera (De Plan y de Bienes): Analiza en primer debate los planes de desarrollo económico y de obras públicas, el plan de investigaciones, el estatuto de valorización, la reglamentación de los usos del suelo. Así mismo emite conceptos sobre las obras o programas que no estén incluidos en el plan operativo anual de inversiones.
Comisión Segunda (De Presupuesto y Asuntos Fiscales): Examina en primer debate los proyectos de acuerdo relacionados con el presupuesto anual y todo lo concerniente a los impuestos.
Comisión Tercera (Administrativa y de Asuntos Generales): Considera en primer debate proyectos de acuerdo relacionados con la política sectorial (educación, cultura, salud, seguridad, bienestar social, vivienda, transporte, tránsito, recreación, deportes, juntas administradoras locales etc.) y en general lo tocante la administración distrital.

## Acuerdos distritales
Los acuerdos distritales son los actos administrativos que producen los concejos distritales. Una vez radicada una iniciativa, se da traslado a la comisión permanente correspondiente según el material del proyecto, ahí se surte el primer debate. Posteriormente pasa a la plenaria del Concejo para que se le imparta el segundo debate. Si el proyecto es aprobado en los dos debates celebrados en días diferentes, pasa a sanción del alcalde o alcaldesa, quien además ordena su promulgación en la Gaceta Distrital, momento a partir del cual se convierte en Acuerdo Distrital.

## Observatorio al Concejo de Cartagena de Indias
El Observatorio es un tanque de pensamiento que está presente en todas las sesiones programadas por el Concejo, hace seguimiento a la gestión del mismo, realiza indicadores cuantitativos y en general pone a disposición de la ciudadanía información relacionada con el concejo con el fin de contribuir a la formación de una opinión pública crítica. Hace parte de la Red Nacional de Observatorios a Concejos Municipales. Desde 2011 el Observatorio vigila también la labor de la Asamblea de Bolívar.
Es financiado y operado por la Fundación Cívico Social Pro Cartagena (FUNCICAR), que es una fundación creada en 1993 por empresarios locales, preocupados por la corrupción en la administración pública y la ingobernabilidad de la ciudad.